# Циров
Циров (њем. Zierow) општина је у њемачкој савезној држави Мекленбург-Западна Померанија. Једно је од 91 општинског средишта округа Нордвестмекленбург. Према процјени из 2010. у општини је живјело 751 становника. Посједује регионалну шифру (AGS) 13058109.

## Географски и демографски подаци
Циров се налази у савезној држави Мекленбург-Западна Померанија у округу Нордвестмекленбург. Општина се налази на надморској висини од 7 метара. Површина општине износи 10,1 km². У самом мјесту је, према процјени из 2010. године, живјело 751 становника. Просјечна густина становништва износи 74 становника/km².

## Међународна сарадња
| Мјесто    | Држава   | Врста сарадње | Од    |
| --------- | -------- | ------------- | ----- |
| Дубровник | Хрватска | партнерство   | 1993. |
| Извор     |          |               |       |